# Nilokeras Fossa
La Nilokeras Fossa è una struttura geologica della superficie di Marte.